# Marxdorf (Schashagen)
Marxdorf ist ein Ortsteil von Schashagen im Kreis Ostholstein in Schleswig-Holstein mit etwa 80 Einwohnern.

## Geografie
Marxdorf liegt westlich der Bundesautobahn 1 etwa zehn Kilometer nördlich von Neustadt in Holstein. Die Ostsee mit dem Grömitzer Strand liegt etwa acht Kilometer in östlicher Richtung.

## Geschichte
Das Dorf ist vermutlich im Rahmen der Deutschen Ostsiedlung gegründet worden. Der Codex Diplomaticus Lubecensisi zählt 1288 Marquardisdorp im Verzeichnis der Einkünfte zur bischöflichen Tafel auf. Das Lübecker Zehntenregister von 1433 erwähnt Marxdorf als Marquarstorpe. Ein weiteres Mal wird das Dorf am 24. August 1474 erwähnt, als es von Siverd Sested zusammen mit Merkendorf, Klein Schlamin an den Sankt Clemens-Caland zu Lübeck verkauft wird.